# Julie Cooper
Julie Cooper-Nichol, gespeeld door actrice Melinda Clarke, is een personage uit de televisieserie The O.C.. Julie Cooper is een moeder tussen de 35 en 45 jaar oud.

## Seizoen 1
Cooper werd geboren in Riverside en droomde altijd al van een luxe leven in Newport. Julie trouwde met de rijke Jimmy Cooper en werd, toen ze pas 18 jaar oud was, zwanger van hun eerste dochter Marissa. Drie jaar later beviel ze van dochter Kaitlin.
Toen bleek dat Jimmy fraude pleegde en bankroet was, scheidde Julie van hem en nam de kinderen met haar mee. Niet veel later kreeg ze een hechte relatie met Caleb Nichol, de vader van haar vriendin, Kirsten. Hij maakte het echter uit, waarna zij een affaire kreeg met Luke Ward, het ex-vriendje van Marissa. Toen Marissa hierachter kwam, kreeg ze felle ruzie met haar. Dit werd pas bijgelegd in het tweede seizoen.
Julie dumpte Luke, nadat Marissa erachter kwam dat de twee een affaire hadden. Uiteindelijk kreeg ze weer een relatie met Caleb. De twee trouwden aan het einde van het eerste seizoen.

## Seizoen 2
Julie raakte betrokken bij de zaak van haar nieuwe man en maakte een tijdschrift. Deze noemde ze Newport Living. Toch bleef ze niet lang gelukkig: Haar ex-vriend Lance Baldwin dreigde een pornofilm, waar ze in speelde toen ze jong was en geen geld had, uit te brengen in Newport als ze hem niet 500 ton in dollars gaf. Caleb zei dat hij het voor haar overnam, maar betaalde Lance nooit. Uiteindelijk werd de film getoond in een openbare gelegenheid.
Caleb schaamde zich voor zijn vrouw en vroeg een scheiding aan. Julie zou drie miljoen dollar krijgen, als de twee minimaal een jaar lang getrouwd zouden zijn. Toch waren ze pas elf maanden en 27 dagen getrouwd.
Julie werd al gauw wanhopig toen ze zonder een man en met twee kinderen op straat stond. Lance bood nog aan om Caleb te vermoorden, maar dit weigerde ze. Aan het einde van het seizoen probeerde ze het goed te maken met Caleb, om vervolgens een overdosis slaappillen in zijn drinken te doen. Uiteindelijk durfde ze dit niet. Toch stierf Caleb die avond nog; hij kreeg een hartaanval.
Aan het einde van seizoen 2 kreeg ze opnieuw een relatie met Jimmy.

## Seizoen 3
Jimmy verliet Julie al snel aan het begin van seizoen 3, nadat hij opnieuw financiële problemen kreeg. Julie was nu zo arm, dat ze in een sta-caravan introk. Ze vertelde aan Marissa dat ze bij de familie Roberts moest logeren.
Julie begon al gauw een dating service met vriendin Kirsten. Ook kreeg ze een geheimlijke relatie met dokter Neil Roberts. Ze trok bij hem aan en de twee raakten verloofd. Kaitlin kwam hier ook wonen, nadat ze terugkwam van de kostschool.
Julie's dochter, Marissa, kwam aan het einde van seizoen 3 om bij een auto-ongeluk.

## Seizoen 4
Julie kan de dood van Marissa niet verwerken en ontwikkelt een verslaving aan pijnstillers. Ook gaat haar relatie met Neil hierdoor sterk achteruit. Uiteindelijk gaan ze uit elkaar. Neil gaat werken in Seattle en Julie mag in zijn huis blijven wonen. Ze begint uit te gaan met de jongere Spencer.
Als haar dating service, NewMatch, via Gordon Bullit in illegale praktijken terechtkomt, raakt Julie hier verantwoordelijk voor.